# Чикаго Файр
Чикаго Файр (англ. Chicago Fire) — професійний футбольний клуб з Чикаго (США), що грає у Major League Soccer — вищому футбольному дивізіоні США і Канади. Заснована 8 жовтня 1997 року, а виступати в чемпіонаті почала з 1998. Стала однією з перших двох «команд розширення» МЛС. Чикаго Файр один раз став чемпіоном МЛС — у першому ж своєму сезоні (1998) і в тому ж році виграв Відкритий кубок США. Загалом команда чотири рази здобувала Відкритий кубок США і один раз здобула Supporters' Shield — нагороду для переможця регулярного чемпіонату.
Домашні матчі проводить на Тойота Парк, який розташований у передмісті Чикаго — Бриджв'ю. Власником команди з 2007 року є інвестиційна компанія «Andell».

## Здобутки
- Кубок МЛС
  - Переможець (1): 1998
- Supporters' Shield
  - Переможець (1): 2003
- Відкритий кубок США

Логотип клубу у 1997–2019 роках.

  - Переможець (4): 1998, 2000, 2003, 2006
- Конференції
  - Переможець Плей-оф Східної конференції (1): 2003
  - Переможець Східної конференції Регулярному сезоні (3): 2000, 2001, 2003
  - Переможець Плей-оф Західної конференції (2): 1998, 2000

- Інші трофеї
  - Нагорода МЛС за чесну гру (1): 2009